# استعادة النظام
استعادة نظام (بالإنجليزية: System Restore)‏ هي ميزة في مايكروسوفت ويندوز تسمح للمستخدم بأرجاع حالة النظام إلى حالة سابقة يشمل ذلك سجل ويندوز وملفات النظام والتطبيقات المثبتة واعدادات النظام وبذلك يمكن استعادة حالة النظام قبل الأعطال أو أي مشاكل أخرى، ولقد تم تضمينه في البداية مع ويندوز ميلينيوم وما بعده، عدا ويندوز سيرفر
أما في ويندوز 10 فهو مُغلق افتراضيًّا ويجب على المستخدم تشغيله للاستفادة من وظائفه.
في النسخ السابقة كان يتم وضع ملف الترشيح بدلا من ميزة استعادة النظام وكان هذا الملف يتابع التغيرات لمجموعة من امتدادات الملفات ثم يتم نسخ الملفات قبل الكتابة فوقها،

في إصدار محدث من ويندوز فيستا تم إضافة ما يسمى خدمة نسخة الظل [الإنجليزية] Shadow copy وتسمح الخدمة باستعادة النظام حتى في حالة توقف الويندوز عن الإقلاع بواسطة نسخة خارجية من ما يسمى بيئة التثبيت المسبق .

## نظرة عامة
يمكن للمستخدم عمل نقطة رجوع يدويا في استعادة النظام والتراجع إلى نقطة سابقة أو تغير التهيئة .
نقط استعادة النظام القديمة يتم التخلص منها للحفاظ على الاقسام ومحتوياتها، نقاط استعادة النظام تسمح بالرجوع لعدة اسابيع سابقة، يمكن للمستخدمين أيضا إيقاف هذه الميزة للحصول على مساحات أكبر ( غير مستحب ) .
تقوم نقطة استعادة النظام بعمل نسخ احتياطية من بعض امتدادات الملفات مثل exe و dll وغيرها للإستخدام في استعادة النظام لتاريخ سابق، كما أنها تحتفظ بنسخ احتياطية من السجلات التسجيلية ومعظم registry and most drivers